# Ornithogalum decus-montium
Ornithogalum decus-montium är en sparrisväxtart som beskrevs av Graham Williamson. Ornithogalum decus-montium ingår i släktet stjärnlökar, och familjen sparrisväxter. Inga underarter finns listade i Catalogue of Life.